# Vogau
Vogau là một đô thị thuộc huyện Leibnitz trong bang Steiermark, nước Áo. Đô thị Vogau có diện tích 6,06 km², dân số cuối năm 2005 là 260 người.